# Neviđane
Neviđane – wieś w Chorwacji, w żupanii zadarskiej, w gminie Pašman. W 2011 roku liczyła 376 mieszkańców.